# Embrikstrandia fujianensis
Embrikstrandia fujianensis là một loài bọ cánh cứng trong họ Cerambycidae.